# Pacoa
Pacoa es una de las tres áreas no municipalizadas del departamento colombiano de Vaupés. Se encuentra a una altitud de 200 m s. n. m.
En este se encuentra el Raudal de Jirijirimo, Río Apaporis.

## División Territorial
Posse dos centros poblados: Pacoa Buenos Aires y Acaipi.